# Nikolaj Andrejev
Nikolaj Petrovitj Andrejev, född 1892, död 1942, var en rysk folklivsforskare.
Andrejev är känd för sina undersökningar av legender samt för sin dokumentation av rysk sagotradition, främst i form av ett 1929 publicerat sagoregister efter Antti Aarnes system.